# شوننبرگ (بادن-وورتمبرگ)
شوننبرگ (به آلمانی: Schönenberg) یک شهر در آلمان است که در لوراخ واقع شده‌است. شوننبرگ ۳۴۸ نفر جمعیت دارد.